# Sturtistiden
Sturtistiden var en period av intensiv nedisning på Jorden, som kan ha varit global och uppnått tillståndet Snöbollsjorden. Den inträffade för cirka 717–662 miljoner år sedan under den geologiska perioden Kryogenium. Istiden är uppkallad efter Sturt Gorge Recreation Park